# 拓跋磨渾
拓跋磨渾（?—?），北魏宗室、官员。

## 生平
拓跋磨浑年轻时为拓跋嗣所了解。天賜四年（409年），拓跋嗣的弟弟拓跋紹杀死魏道武帝拓跋珪作乱，拓跋嗣躲藏在宫外。当时拓跋绍逼迫猎郎叔孙俊做自己的后援，叔孙俊表面顺从，内心却向着拓跋嗣，频繁的和拓跋磨浑等人劝说拓跋绍。拓跋磨浑、长孙翰、叔孙俊等人密谋奉迎拓跋嗣继承皇位，拓跋磨浑和叔孙俊谎称知道拓跋嗣所在的地方。拓跋绍派遣手下两人跟随拓跋磨浑前往，谋划杀死拓跋嗣。拓跋磨浑出来后，就将拓跋绍的手下捆绑带到拓跋嗣那里杀死。拓跋嗣得到拓跋磨浑相助，非常高兴，视他为辅佐。魏明元帝即位后，命令拓跋磨浑、叔孙俊、长孙翰等人在自己左右纠察过失。拓跋磨浑以功勋获赐爵长沙公，出任尚书，外任定州刺史，在任内去世。

## 家庭

### 祖父
- 拓跋泥，北魏安东将军、文安公

### 父亲
- 拓跋屈，北魏功劳将军、并州刺史、元城侯